# Неман (склозавод)
ВАТ «Склозавод „Неман“» (біл. ААТ «Шклозавод „Нёман“») — підприємство з виробництва виробів зі скла і кришталю, а також скловати. Завод розташований у місті Березовка, Лідський район, Гродненська область, Республіка Білорусь. Засновано 1883 року.

## Сучасний стан
Завод є містоутворюючим підприємством міста Березовка. У 2018 році там працювало 1433 людини, а у 2019 році — 1375 працівників. У 2019 виторг компанії склав 19,4 млн доларів; 45,97% виторгу було отримано від реалізації скловати, 42,23% — від реалізації господарсько-побутових виробів зі скла. У 2019 компанія закінчила рік з чистим збитком в 1,5 млн доларів.
У лютому 2021 року 99,99% акцій склозаводу були передані державній монополії — холдингу «Білоруська скляна компанія».

## Продукція
Художні вироби, виконані на заводі, відомі під загальною назвою «нёманскае шкло» (укр. неманське скло). У кінці XIX — на початку XX століття масові вироби вироблялися спочатку в стилі модерн, потім — під впливом дизайну чеського скла і школи Баугауз. 

Скло модерн
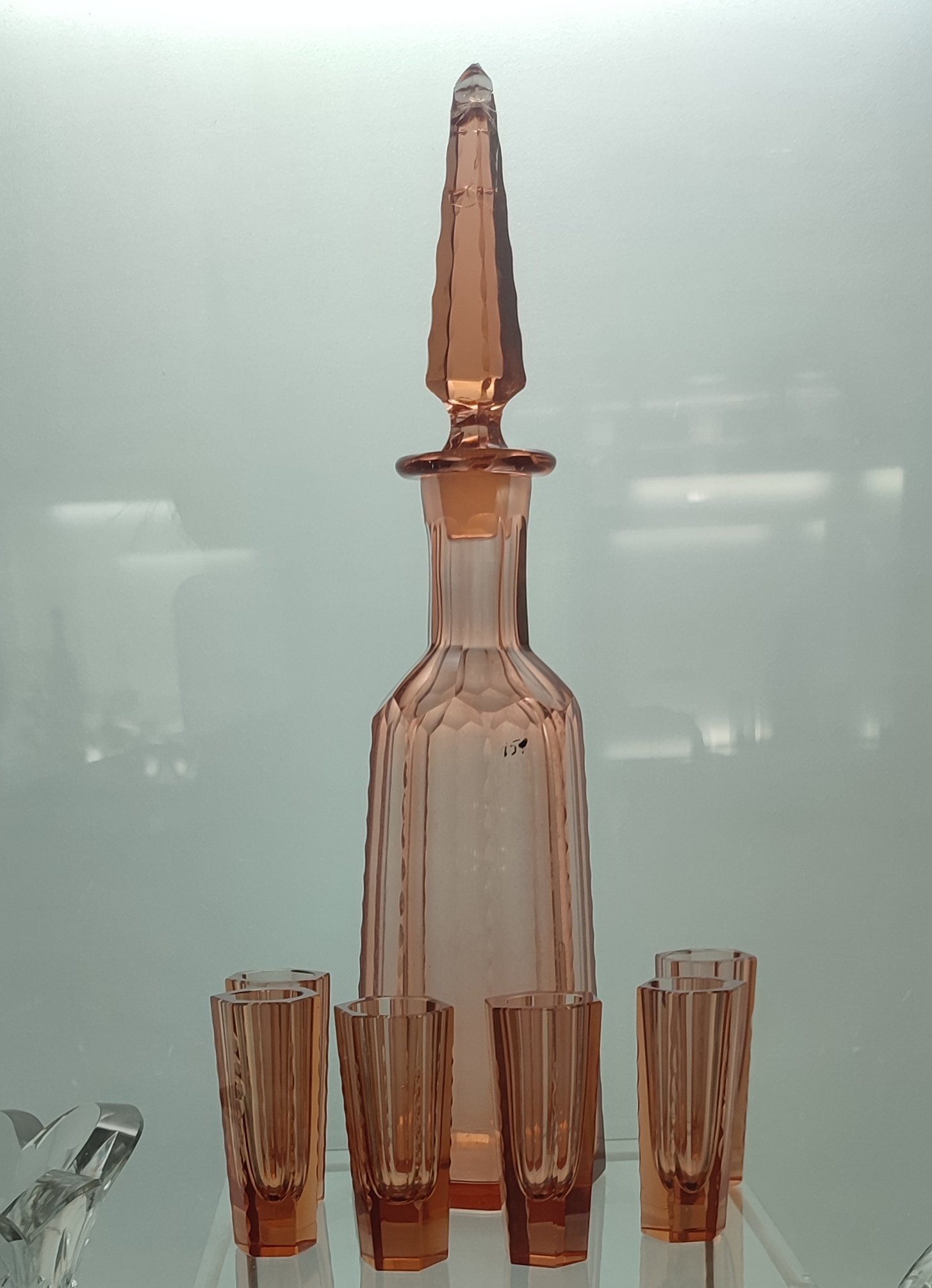
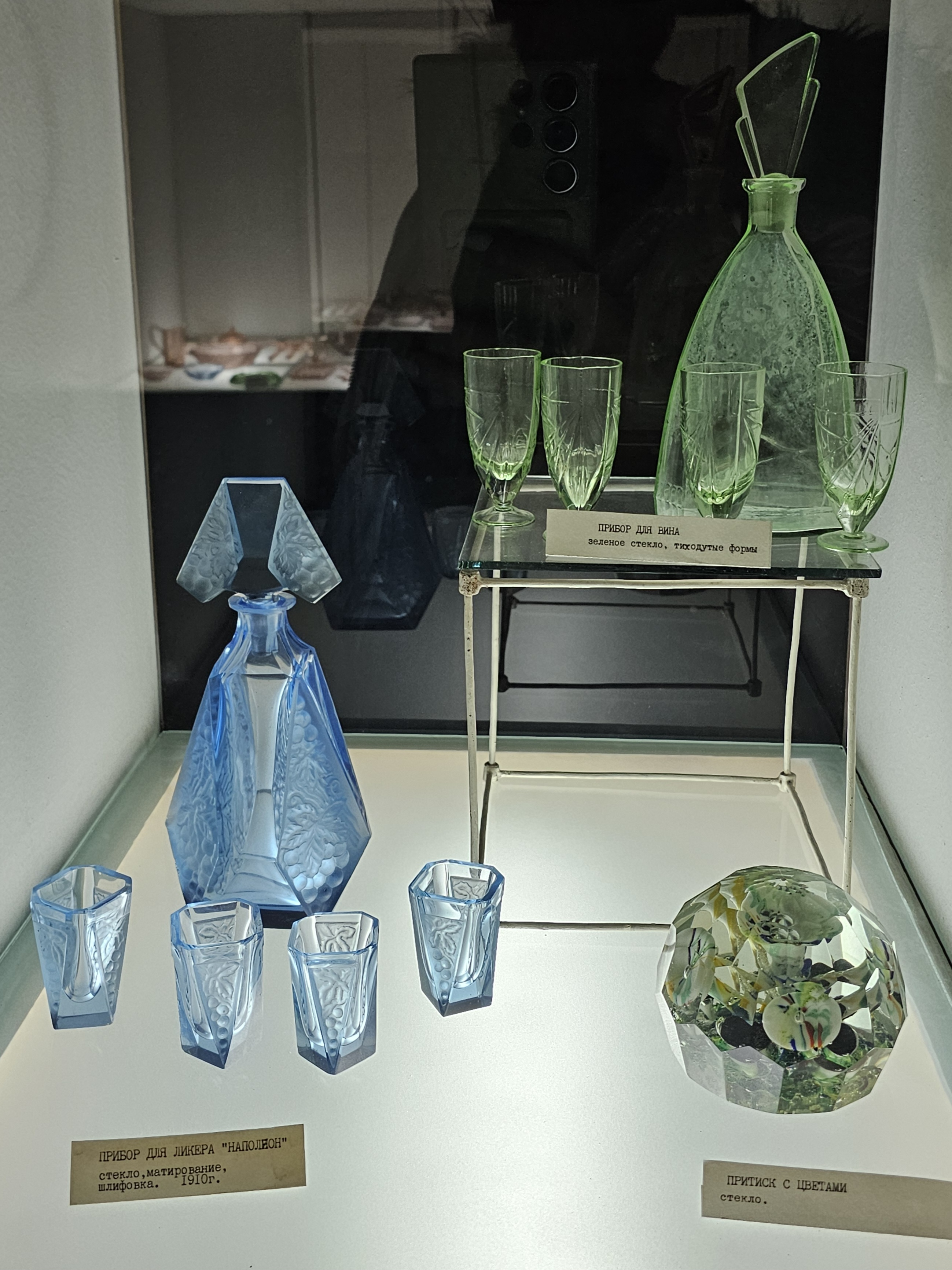
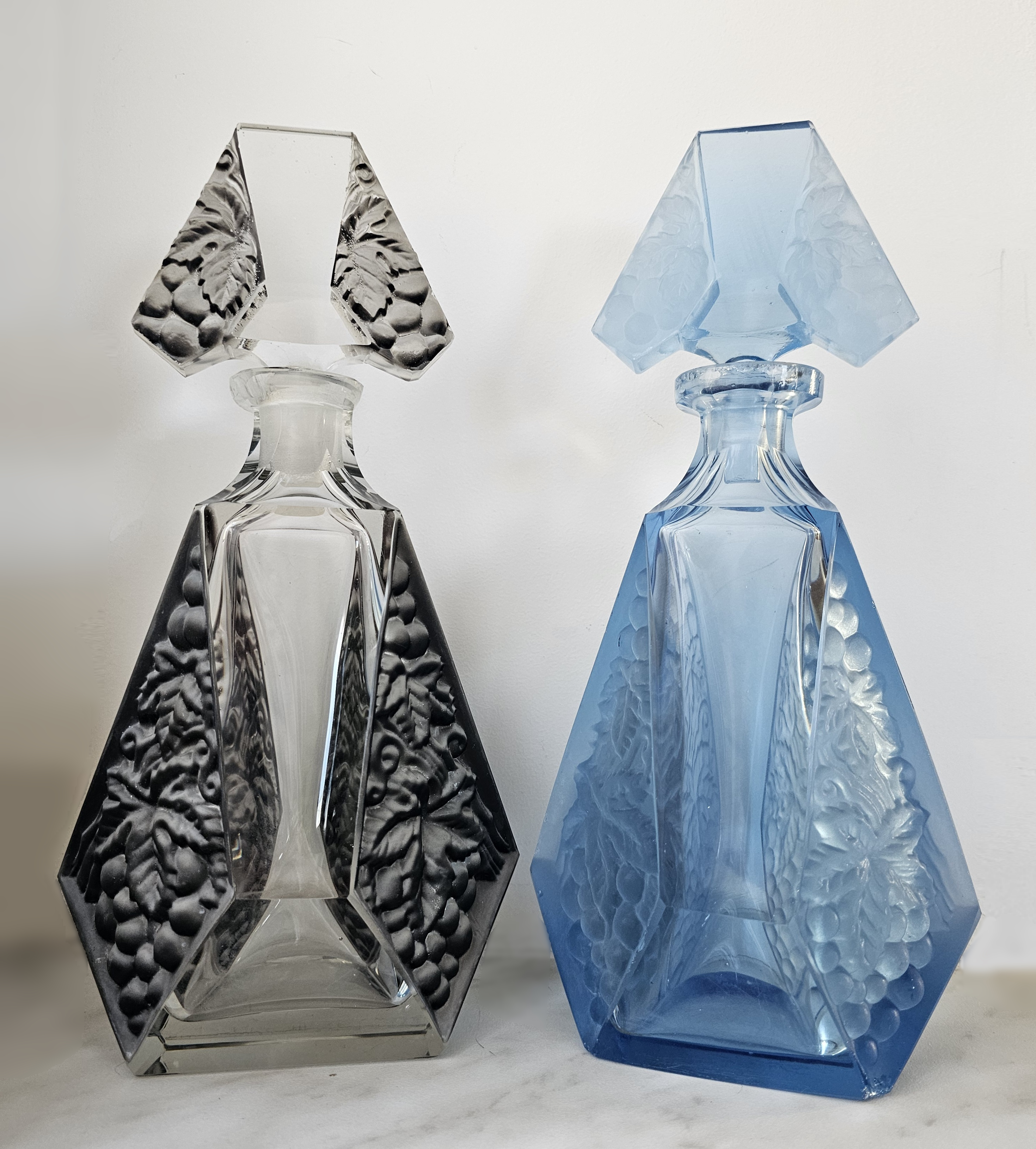
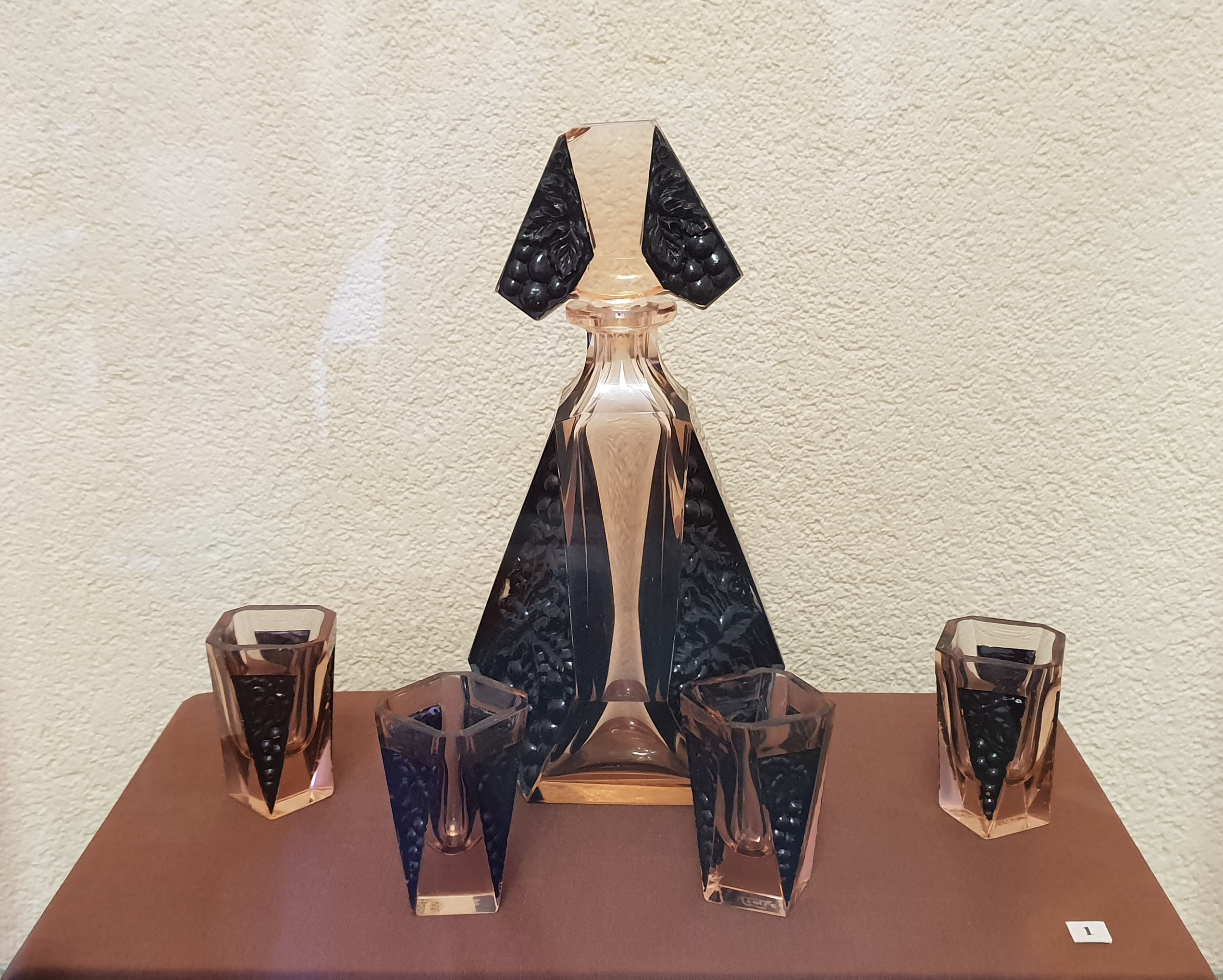

У 1940-х — на початку 1950-х років завод виробляв вироби з кольорового накладного скла з геометричним і рослинним орнаментом. З 1956 року на заводі почали працювати професійні художники, в 1969 році майстер А. Федорук розробив метод декорування сульфід-цинковим склом, який отримав назву «неманська нитка».